# Steinheben
Das Steinheben ist ein vornehmlich in der alpenländischen Region beheimateter traditioneller Kräftevergleich, dessen Ursprünge weit in die Vergangenheit reichen. Ziel ist es hierbei, einen Stein mit dem Gewicht von 508 Pfund (254 kg) höher als die Mitbewerber zu heben (lupfen). Seit den 60er Jahren sind die Steinheber in einem Landesverband organisiert, der die Wettkämpfe mit festem Regelwerk und Gewichtsklassen ausrichtet.

## Geschichte
Wissenschaftlich fundierte Erkenntnisse über den Ursprung dieses Sports sind nicht bekannt, doch reichen die Nachweise über das Heben von Steinen als Training und zu Wettkampfzwecken zurück bis zum Beginn der christlichen Zeitrechnung. Unweit von Olympia wurde ein Sandsteinblock mit 143 Kilogramm Gewicht gefunden, der in seiner Inschrift besagt, dass „BYBON“ diesen Steinblock einhändig über seinen Kopf warf.
Im Rahmen der körperlichen Ertüchtigung und als Kraftbeweis behielt das Steinheben über das Mittelalter hinweg seine Bedeutung über die Stände hinweg und war fortan im Volksleben und Brauchtum verankert. Im Jahre 1859 wurden Schwingen, Ringen, Steinstoßen und Steinheben dann als „Nationalturnen“ in eigenständigen Wettkämpfen der deutschsprachigen Länder zusammengefasst. Im Rahmen der zweiten olympischen Sommerspiele 1900 in Paris wurde im Rahmen des „Mehrkampfes“ auch das Steinheben als Wettkampfsport durchgeführt.
In Japan gibt es die Tradition der Chikaraishi, der Reissackträger, die seit dem 17. Jahrhundert dem Steinheben ähnliche Wettkämpfe durchgeführt haben. Die Rekorde wurden in Listen geführt, die durch die Geistlichkeit bestätigt und in Tempeln aufgehängt wurden. Der Arbeitslohn der Reissackträger orientierte sich an ihren Bestmarken.

## Der Steyrer Hans
Etwa zeitgleich machte in München Hans Steyrer, ein Metzger und Gastwirt, mit seinen Kraftleistungen von sich reden. – Noch heute wird er als Gründer des modernen Steinhebens geführt. Er vermochte einen 508 Pfund schweren Stein allein mit der Kraft des rechten Mittelfingers für einige Sekunden anzuheben. Dies spornte die Burschen aus München und der Umgebung an, es ihm bei allabendlichen Wettkämpfen in seinem Festzelt auf der Bühne gleichzutun.
Mehrere Wettkämpfer schlossen sich Ende der 60er Jahre in einem Maßkrugstemmer- und Steinheberverband zusammen. Da das Maßkrugstemmen auf Zeit hinsichtlich der Attraktivität in den Festzelten nicht mit dem Steinheben mithalten konnte, firmierte sich daraus der Landesverband der Steinheber e.V.

## Landesverband der Steinheber
Dem Landesverband ist es zu verdanken, dass nach und nach feste Regeln und Strukturen hinsichtlich der Wettkampfbedingungen, der Gewichtsklassen und der Steinlasten eingeführt wurden. Die letzte große Neuerung war das Einführen von Damenklassen bei Wettkämpfen im Jahr 2007, zuvor das Anbringen eines Anschlags, der die Hebehöhe des Steins bei den Wettkämpfen begrenzt.

## Wertungen
Bei offiziellen Wettkämpfen wird in vier Gewichtsklassen bei den Männern (-85 kg, -100 kg, -110 kg, +110 kg) und zwei Gewichtsklassen bei den Frauen (-70 kg, +70 kg) gehoben. Das Steingewicht wurde bei den Männern auf das traditionelle Gewicht von 508 Pfund (254 kg) festgelegt, bei den Frauen auf 125 kg. Anschlaghöhe bei den Männern ist 1 m, bei den Frauen 80 cm. – Wird die aufgelegte Last von mehr als zwei Athleten auf Anschlaghöhe „gelupft“, wird das Steingewicht um weitere 25 Kilogramm erhöht.
Trainierte Athleten vermögen den Stein bis weit über 300 Kilogramm auf einen Meter anzuheben; der Frauenrekord liegt bei 200 Kilogramm.